# Rosalvo Costa Rêgo
Rosalvo Costa Rêgo (Pilar, Paraíba, 18 de agosto de 1891 — 3 de fevereiro de 1954) foi um prelado brasileiro da Igreja Católica e bispo auxiliar da Arquidiocese de São Sebastião do Rio de Janeiro.

## Vida
Rosalvo recebeu o sacramento da ordenação sacerdotal em 28 de outubro de 1914.
Em 30 de março de 1946, o Papa Pio XII o nomeou Bispo Titular de Marciana e bispo auxiliar de São Sebastião do Rio de Janeiro.
Em 9 de junho do mesmo ano, recebeu sua ordenação episcopal do arcebispo do Rio de Janeiro, Cardeal Jaime de Barros Câmara. Os co-consagradores foram o bispo emérito de Taubaté, André Arcoverde de Albuquerque Cavalcanti, e o bispo de Niterói, José Pereira Alves.
Em 3 de março de 1952, Pio XII o nomeou arcebispo titular de Hierápolis, na Síria.
Rosalvo Costa Rêgo morreu em 3 de fevereiro de 1954 aos 62 anos.